# La donna gravida
La donna gravida ou La gravida (en français : La femme enceinte) est un tableau attribué à Raphaël, datant de 1505 - 1506, conservé à la Galerie Palatine du Palais Pitti, à Florence.

## Histoire
Le tableau est cité pour la première fois dans un inventaire du XVIIIe siècle du Palais Pitti comme œuvre d'un auteur anonyme.
En 1813, le tableau est transféré dans le garde-robe grand-ducale des Offices, puis ramené au palais Pitti (Sala dell'Iliade) pour remplacer les vides laissés par les tableaux enlevés par les troupes napoléoniennes.
Dans l'inventaire de 1815, le tableau est attribué à  Innocenzo da Imola tandis qu'en 1829 il est de nouveau attribué à un peintre anonyme.
Le premier à faire le rapprochement avec Raphaël est Masselli (1839) sur une suggestion de Passavant, dont l'hypothèse fut pratiquement acceptée  à l'unanimité à l'exception de Giovanni Battista Cavalcaselle, qui l'attribua à Ridolfo del Ghirlandaio.
En ce qui concerne l'identification de la dame représentée sur le tableau, deux hypothèses peu documentées émergèrent : selon Virzì il pourrait s'agir d'une dame de la maison Bufalini de Città di Castello et, selon Filippini, ce serait Emilia Pia da Montefeltro, pour les analogies physiques avec le portrait de Baltimore (Baltimore Museum of Art).

## Description et style
Le buste de la dame est représenté en buste de trois-quarts sur un fond sombre, assise, une main posée sur son ventre rond (d'où le nom du tableau), l'autre main posée sur un parapet en dehors du bas du cadre. 
Le buste et le visage sont représentés tournés vers la droite tandis que les yeux sont tournés directement vers le spectateur et établissent un contact psychologique. La dame porte un habit décolleté, avec des bords en velours et d'amples manches rouges détachables, pratiquement similaire à celui de La Dame à la Licorne de la Galerie Borghèse. 
La coiffure est finement rassemblée par un filet dont le bord est raffiné, à son cou elle porte une fine chaîne d'or qui part dans le corsage, cachant le pendentif. De nombreux anneaux à ses mains, la droite posée au premier plan tient un mouchoir et touche probablement un petit livre à couverture de cuir.
La main gauche est réaliste avec sa pose simple, qui touche le vente en gonflant légèrement l'étoffe.
Il n'est pas certain que la dame représentée soit effectivement enceinte. Il se peut que la forme ronde de la robe soit due à l'opulence du corps assis et la position de la main avec la présence de nombreux anneaux  veuille probablement mettre en évidence le statut social plutôt que faire allusion à une prochaine maternité.

### Attribution à Raphaël
Le tableau a été attribué définitivement à Raphaël.

## Sources
- (it) Cet article est partiellement ou en totalité issu de l’article de Wikipédia en italien intitulé « La Gravida » (voir la liste des auteurs).